# Újsinka község
Újsinka község (románul: Comuna Șinca Nouă) község Brassó megyében, Romániában. Központja Újsinka, hozzá tartozik Paltin.

## Népessége
A 2011-es népszámlálás adatai alapján a község népessége 1690 fő volt.